# Ozyptila panganica
Ozyptila panganica es una especie de araña cangrejo del género Ozyptila, familia Thomisidae.

## Distribución
Esta especie se encuentra en África Oriental.